# Claude Gros de Boze
Claude Gros de Boze (Lione, 28 gennaio 1680 – Parigi, 10 settembre 1753) è stato un numismatico e un erudito francese.

## Biografia
Fece i suoi studi a Lione e a Parigi dove si era stabilito verso il 1700. Avendo il sostegno di Nicolas-Joseph Foucault, divenne nel 1705 "pensionario" dell'Académie des inscriptions et belles-lettres, di cui fu nominato segretario perpetuo l'anno seguente. Fu eletto membro dell'Académie française nel 1715, poi divenne nel 1719 direttore del Cabinet des médailles et antiques, posto che occuperà fino alla morte. Mise a punto con il suo allievo e assistente Jean-Jacques Barthélemy un metodo di classificazione delle monete e realizzò un « inventaire et récolement des médailles, pierres gravées et autres raretés antiques du Cabinet du roy » nel 1723. Fu eletto membro dell'Académie royale de peinture et de sculpture nel 1727. Claude Gros de Boze divenne membro della Royal Society il 6 aprile 1749.

## Principali pubblicazioni
- Médailles sur les principaux événements du règne de Louis le Grand, avec des explications historiques par l'Académie royale des Médailles et des Inscriptions  (1702)
- Traité historique sur le jubilé des Juifs (1702)
- Dissertation sur le Janus des anciens et sur quelques médailles qui y ont rapport (1705)
- Dissertation sur le culte que les Anciens ont rendu à la déesse de la Santé (1705)
- Explication d'une inscription antique trouvée depuis peu à Lyon, où sont décrites les particularitez des sacrifices que les Anciens appelloient « Tauroboles » (1705)
- Histoire de l'Académie royale des inscriptions et belles-lettres depuis son établissement jusqu'à présent (14 volumes) (1718-72)
- Démétrius Soter, ou le Rétablissement de la famille royale sur le trône de Syrie (1746)